# Hans G. Frenz
Hans G. Frenz (* 7. März 1945 in Berlin) ist ein deutscher Klassischer Archäologe.
Nach dem Schulbesuch in Frankfurt studierte Frenz zunächst ab 1964 Mathematik und Physik an der Universität Frankfurt, bevor er sich zu einem Studium der Klassischen Archäologie und Alten Geschichte entschloss. Er wurde 1974 bei Klaus Parlasca, der mittlerweile einem Ruf nach Erlangen gefolgt war, in Frankfurt promoviert. Bis zu seiner Pensionierung war er in der Redaktion des Römisch-Germanischen Zentralmuseums in Mainz tätig. Frenz war langjähriger Schatzmeister des Deutschen Archäologen-Verbandes und von 1996 bis 1998 dessen Vorsitzender.
Schwerpunkt seiner Forschungen ist die römische Plastik, insbesondere auch in den Nordprovinzen des Römischen Reiches.

## Veröffentlichungen (Auswahl)
- Untersuchungen zu den frühen römischen Grabreliefs. Dissertation Universität Frankfurt 1974 (gedruckt 1977).
- Römische Grabreliefs in Mittel- und Süditalien (= Archaeologica Bd. 37). Bretschneider, Rom 1985, ISBN 88-85007-95-3.
- Denkmäler römischen Götterkultes aus Mainz und Umgebung. (= Corpus Signorum Imperii Romani Deutschland Bd. 2, 4). Habelt, Bonn 1992, ISBN 3-88467-028-X.
- Bauplastik und Porträts aus Mainz und Umgebung (= Corpus Signorum Imperii Romani Deutschland Bd. 2, 7). Habelt, Bonn 1992, ISBN 3-88467-031-X.
- mit Klaus Parlasca: Ritratti di mummie. Bd. 4 (= Repertorio d’arte dell’Egitto greco-romano Serie B, Bd. 4). "L’Erma" di Bretschneider, Rom 2003, ISBN 88-8265-191-6.